# Norvegia ai Giochi della V Olimpiade
La Norvegia partecipò ai Giochi della V Olimpiade che si sono svolti a Stoccolma dal 5 maggio al 27 luglio 1912, con una delegazione di 190 atleti impegnati in quattordici discipline.